# Field Mouse
Field Mouse — американський дрим-поп гурт з Філадельфії (штат Пенсільванія) та Брукліна, Нью-Йорк, заснований у 2010 році.

## Історія
Гурт Field Mouse починався як дует Рейчел Браун (Rachel Browne) та Ендрю Футрала (Andrew Futral). Пара познайомилась у коледжі Університет Нью-Йорка в Перчейзі (State University of New York at Purchase), під час підготовки дипломного проекту Рейчел Браун.
Ендрю Футрал: "Це був не зовсім коледж; це був коледж музичної консерваторії. Реальної роботи у нас не було. Ми займалися лише музикою."
Рейчел Браун: "Отже, ми зустрілися й почали співпрацювати над моїм проектом, який являє собою лише годинне шоу, яке ви виконуєте, і ви отримуєте диплом."
Рейчел Браун: "Ми продовжували грати разом перед друзями, і з роками ми додали ритм-секцію. За минулий рік ми зібрали повний гурт."
Гурт заручився підтримкою фанатів, щоб профінансувати свій перший повноформатний альбом через Kickstarter.
На музичний стиль гурту вплинули такі виконавці, як Pavement, The Smashing Pumpkins, The Breeders, Deltron 3030 тощо.
У 2010 році гурт випустив свій перший повноформатний альбом You Are Here.
У 2012 році гурт Field Mouse випустив мініальбом із двох пісень під назвою You Guys Are Gonna Wake Up My Mom.
16 жовтня 2012 року гурт випустив 7" сингл «How Do You Know» на лейблі Lefse Records.
На початку 2013 року гурт Field Mouse самостійно випустив мініальбом Tour EP.
У квітні 2014 року гурт Field Mouse оголосив про підписання контракту з лейблом Topshelf Records і анонсував випуск повноформатного альбому.
Через три місяці гурт Field Mouse випустив повноформатний альбом Hold Still Life на лейблі Topshelf Records.
У серпні 2016 року вони випустили альбом Episodic.
У 2019 році на лейблі Topshelf Records вийшов альбом Meaning.

## Учасники гурту
- Рейчел Браун (Rachel Browne) — вокал, гітара[1]
- Ендрю Футрал (Andrew Futral) — гітара[1]
- Сайша Хайнцман (Saysha Heinzman) — бас[1]
- Тім МакКой (Tim McCoy) — ударні[1]
- Зої Браун (Zoë Browne) — синтезатор, гітара[11]

## Дискографія
Студійні альбоми
- You Are Here (2010, self-released)
- Hold Still Life (2014, Topshelf)
- Episodic (2016, Topshelf)
- Meaning (2019, Topshelf)

Мініальбоми
- You Guys Are Gonna Wake Up My Mom   (2012, Small Plates)
- How Do You Know (2012, Lefse)
- Tour EP (2013, self-released)

Збірники
- Тур Topshelf Records 2014 — A Great Big Pile of Leaves, Diamond Youth, Prawn, Field Mouse